# Modo subjuntivo alemán
El modo subjuntivo es, en alemán, junto con el indicativo y el imperativo, uno de los tres modos que toma el verbo.
En alemán existen dos clases de subjuntivos: el subjuntivo I (Konjunktiv I) y el subjuntivo II (Konjunktiv II). En ambos modos, un suceso no se representa como verdadero sino solamente imaginado (irrealidad, potencialidad) o indicado indirectamente sin garantía.

## Subjuntivo I

### Construcción del subjuntivo I
El subjuntivo I tiene tres formas: a) una forma en presente, b) una forma en futuro (y suposición) y c) una forma en pasado.
| Indikativ                                                                         | Konjunktiv I                    |
| --------------------------------------------------------------------------------- | ------------------------------- |
| a) er fährt                                                                       | er fahre                        |
| b) er wird fahren                                                                 | er werde fahren                 |
| c) er fuhr/er ist gefahren/er war gefahren er sah/er hat gesehen/er hatte gesehen | er sei gefahren er habe gesehen |

Las formas del subjuntivo I se forman por el radical del infinitivo.
Al radical (infinitivo quitando -[e]n: lauf·en, sei·n) se agregan las terminaciones del subjuntivo. Así, una orientación es posible en las formas del indicativo del presente, del presente perfecto, del futuro I y del futuro II.

### Construcción de las formas en presente
Ejemplo: gehen
| Infinitiv | Indikativ Präsens | Konjunktiv I |
| --------- | ----------------- | ------------ |
| gehen     | du gehst          | du gehest    |
|           | er geht           | er gehe      |

Por consiguiente, las terminaciones personales del subjuntivo I, derivadas del presente del indicativo, son las siguientes:
| ich       | ~e   |
| du        | ~est |
| er/sie/es | ~e   |
| wir       | ~en  |
| ihr       | ~et  |
| sie       | ~en  |

### Construcción de las formas en futuro (ysuposición)
| Infinitiv | Indikativ Futur I | Konjunktiv I   |
| --------- | ----------------- | -------------- |
| gehen     | er wird gehen     | er werde gehen |

| Infinitiv | Indikativ Futur II    | Konjunktiv I           |
| --------- | --------------------- | ---------------------- |
| gehen     | er wird gegangen sein | er werde gegangen sein |

### Construcción de las formas en pasado
| Infinitiv | Indikativ Perfekt | Konjunktiv I    |
| --------- | ----------------- | --------------- |
| gehen     | er ist gegangen   | er sei gegangen |

Las terminaciones personales del Konjunktiv I, derivadas del presente perfecto del indicativo (Indicativ Perfekt), reflejan el carácter subjuntivo en el componente de los verbos auxiliares 'sein' o 'haben'.

### Empleo del Subjuntivo I
El subjuntivo I se utiliza en:

#### La expresión del discurso indirecto
En el discurso indirecto, el subjuntivo I permite reportar lo que otro dijo sin pronunciarse sobre la autenticidad de los hechos. Así, las formas de la 3.ª persona  son las de mayor importancia lo que hace preciso recurrir a formas del subjuntivo II en casos en los que no se difieren las formas del indicativo presente de las del subjuntivo I (v. más abajo el empleo de "könnten" en vez de "können"):
- Die Polizei teilte mit, es handle sich wahrscheinlich um ein Attentat. (La policía hizo saber que se trataba probablemente de un atentado.)

| Discurso directo | Discurso indirecto |
| --- | --- |
| In der Wahlnacht spricht der Parteivorsitzende. Er sagt unter anderem: a) »Wir können stolz sein auf unseren Erfolg.« | Ein Journalist berichtet. Der Parteivorsitzende sagte, dass sie stolz auf ihren Erfolg sein könnten. sie könnten stolz sein auf ihren Erfolg. |
| b) »Ihnen, liebe Parteifreunde, danke ich herzlich.«                                                                  | er danke seinen Parteifreunden herzlich. |

En a) el discurso indirecto se puede introducir con una oración tipo dass (conjunción). Los pronombres cambian conforme al sentido.

#### La expresión de algo optativo (deseo)
Este uso como optativo es muy limitado:
- Möge sie doch kommen! (¡Pueda ella venir!)

### Equivalencia en español
El empleo en alemán del subjuntivo I no es idéntico al subjuntivo castellano. El "Konjunktiv I" corresponde a ciertas formas de nuestro subjuntivo, de nuestro condicional y del indicativo.
No existe en alemán concordancia de los tiempos gramaticales como en español. La elección del tiempo varía según la simultaneidad, anterioridad o posterioridad del contenido de la oración subordinada en relación con el de la oración principal.
|  | Sie erklärte mir, sie habe lange am Bahnhof gewartet, es sei aber niemand gekommen; der nächste Zug komme erst um 14 Uhr; sie werde bis dahin einkaufen gehen und dann wieder zum Bahnhof fahren. | Ella me explicó que había esperado mucho tiempo en la estación pero que nadie había llegado; el próximo tren no iba a llegar sino hasta las 14 horas; iba hasta entonces a ir de compras y entonces volvería a la estación. |  |

## Subjuntivo II
Este modo tiene un sentido hipotético o irreal. En esto se opone al indicativo.

### Equivalencia en español
El Konjunktiv II corresponde al subjuntivo pasado y muy a menudo al condicional castellano.
Como las formas del Konjunktiv II suelen coincidir con las del pretérito, a menudo se usa las formas del conidicional alemán (würden + infinitivo) en cambio. Por eso, en las frases condicionales el Konjunktiv II se utiliza muchas veces en alemán tanto en la oración principal como en la subordinada:
|  | Wenn das Studium vom Staat finanziert werden würde, bräuchten die Studenten nicht nebenbei zu arbeiten. | Si los estudios fuesen financiados por el Estado los estudiantes no tendrían que trabajar a tiempo parcial. |  |

|  | Wenn er mehr Geld gehabt hätte, wäre er mitgekommen. | Si él hubiese tenido más dinero habría venido con nosotros. |  |

|  | Hätte ich das gewusst, wäre ich nicht gekommen. | Si lo hubiese sabido no habría venido |  |

Por regla general, en frases irreales de deseo y de comparación se utiliza en español el subjuntivo o el condicional perfecto:
|  | Wäre er wenigstens höflich gewesen! | ¡Si por lo menos hubiera sido amable! |  |

|  | Wenn wir dich nur vergessen könnten! | ¡Si tan sólo pudiéramos olvidarte! |  |

|  | Er kann pfeifen, als ob er ein Vogel wäre. | Él sabe silbar como si fuera un pájaro |  |

|  | Er tut so, als ob er uns nicht kennen würde. | Él hace como si no nos conociera |  |

Irrealis fuera de una frase condicional:
En alemán el Konjunktiv II también facilita una posibilidad de expresar algo del pasado que luego resultó falso o algo que se duda mucho posteriormente:
|  | Ich dachte, du hättest es ihm bereits gesagt. | Pensé que ya se lo habías/habrías (hubieses) dicho (pero resulta que no lo has hecho). |  |

- Datos: Q9033962
- Libros y manuales: Alemán/Gramática/Konjunktiv